# Omphisa robusta
Omphisa robusta là một loài bướm đêm trong họ Crambidae.